# Shaun Murphy (giocatore di snooker)
Shaun Murphy (Harlow, 10 agosto 1982) è un giocatore di snooker inglese, professionista nel 1998-1999 e dal 2001, numero 6 del ranking, campione del mondo 2005, vincitore del Masters 2015 e dello UK Championship 2008.

## Carriera
Murphy cominciò a giocare a 8 anni e a 10 siglò il suo primo century break.

### Il titolo mondiale e i primi successi (2005-2017)
Nel 2005, a soli 22 anni diventa il secondo giocatore più giovane campione del mondo dopo Stephen Hendry battendo in finale Matthew Stevens siglando ben 12 century breaks in tutto il torneo. Nella graduatoria mondiale di merito ha raggiunto il terzo posto assoluto nella stagione 2007-2008, mantenendola anche nelle due stagioni successive. Nel 2008 Murphy trionfa allo UK Championship contro Marco Fu per 10-9. Nel 2009, dopo aver battuto nella semifinale del campionato mondiale a Sheffield Neil Robertson, si è trovato a confrontarsi nella finale con John Higgins da cui è stato sconfitto per 18-9. Nel 2012 raggiunge la finale del Masters perdendo contro Neil Robertson per 10-6. Nelle successive due edizioni del torneo raggiunge due semifinali.
Nella stagione 2014-2015 l'inglese vince il suo primo Masters completando i titoli della Tripla Corona e riesce ad arrivare in finale al German Masters e al campionato del mondo perdendo rispettivamente contro Mark Selby e Stuart Bingham.
Nell'anno solare 2017 disputa cinque finali vincendone solo due (Gibraltar Open e Champion of Champions).

### Stagione 2018-2019: Il declino
Nella stagione 2018-2019 Murphy esce spesso nei primi turni e raggiunge una sola finale, persa allo Scottish Open contro Mark Allen.

### Stagione 2019-2020: Il ritorno al vertice
Dopo la disastrosa annata, Murphy comincia la stagione 2019-2020 perdendo la finale dell'International Championship contro il connazionale Judd Trump per 10-3 e quella dello Shanghai Masters per 11-9 contro Ronnie O'Sullivan. Al terzo tentativo di fila l'inglese trionfa al China Championship contro Mark Williams e avanza in ottava posizione nel Ranking.
Successivamente Murphy non riesce a ripetere il suo ruolino di marcia nei seguenti tornei ottenendo come altri risultati accettabili due quarti di finale maturati al Northern Ireland Open e al Champion of Champions nella parte finale del 2019. Chiude l'anno solare mancando la terza qualificazione consecutiva allo European Masters.
Murphy apre il 2020 con le semifinali al Masters e al German Masters e con la prima vittoria in carriera al Welsh Open, battendo in finale Kyren Wilson.

## Rivalità
Shaun Murphy è da sempre un rivale di Stephen Maguire. I due hanno avuto un primo incidente riguardante il gessetto per la stecca al Grand Prix 2004, anche se lo scozzese ha dichiarato di avere già avuto un cattivo rapporto con l'inglese. Durante il Campionato mondiale 2006 Maguire ha detto di non voler diventare un campione del mondo grasso facendo riferimento a Murphy che era diventato campione nell'anno precedente.

## Vita privata
Sposato dal 2016 con Elaine O'Reilly, docente di chimica biologica all'Università di Nottingham, ha un figlio e una figlia. Dopo aver vissuto a Nottingham, dal 2019 risiede a Dublino dove si allena spesso con l'irlandese Fergal O'Brien. Ha ottimi rapporti anche con Mark Allen.

## Ranking[24]
| Stagione  | Ranking iniziale | Ranking finale |
| --------- | ---------------- | -------------- |
| 1998-1999 | Non classificato | 147            |
| 2001-2002 | Non classificato | 72             |
| 2002-2003 | 72               | 64             |
| 2003-2004 | 64               | 48             |
| 2004-2005 | 48               | 21             |
| 2005-2006 | 21               | 5              |
| 2006-2007 | 5                | 3              |
| 2007-2008 | 3                | 3              |
| 2008-2009 | 3                | 3              |
| 2009-2010 | 3                | 7              |
| 2010-2011 | 7                | 7              |
| 2011-2012 | 7                | 6              |
| 2012-2013 | 6                | 4              |
| 2013-2014 | 4                | 5              |
| 2014-2015 | 7                | 6              |
| 2015-2016 | 6                | 4              |
| 2016-2017 | 4                | 8              |
| 2017-2018 | 8                | 8              |
| 2018-2019 | 8                | 14             |
| 2019-2020 | 14               | 8              |
| 2020-2021 | 8                | 5              |
| 2021-2022 | 5                |                |

### Maximum breaks:6[25]
| N° | Anno | Competizione                    | Avversario     | Note          |
| -- | ---- | ------------------------------- | -------------- | ------------- |
| 1  | 2001 | Benson & Hedges Championship    | Adrian Rosa    | [ 26 ]        |
| 2  | 2014 | Championship League             | Mark Davis     | [ 27 ]        |
| 3  | 2014 | Gdynia Open                     | Jamie Jones    | [ 28 ]        |
| 4  | 2014 | Ruhr Open                       | Robert Milkins | [ 29 ]        |
| 5  | 2016 | European Masters Qualificazioni | Allan Taylor   | [ 30 ]        |
| 6  | 2020 | German Masters Qualificazioni   | Chen Zifan     | [ 31 ] [ 32 ] |
| 7  | 2023 | Welsh Open                      | Daniel Wells   |               |

## Tornei vinti

### Titoli Non-Ranking: 11
| Titoli Ranking                         | Titoli Ranking | Titoli Ranking  | Titoli Ranking |
| -------------------------------------- | -------------- | --------------- | -------------- |
| Competizione                           | Anno           | Avversario      | Note           |
| Campionato mondiale                    | 2005           | Matthew Stevens | [ 2 ]          |
| UK Championship                        | 2008           | Marco Fu        | [ 5 ]          |
| Malta Cup                              | 2007           | Ryan Day        | [ 33 ]         |
| Players Tour Championship Grand Finals | 2011           | Martin Gould    | [ 34 ]         |
| World Open                             | 2014           | Mark Selby      | [ 35 ]         |
| World Grand Prix                       | 2016           | Stuart Bingham  | [ 36 ]         |
| Gibraltar Open                         | 2017           | Judd Trump      | [ 37 ]         |
| China Championship                     | 2019           | Mark Williams   | [ 18 ]         |
| Welsh Open                             | 2020           | Kyren Wilson    | [ 21 ]         |

| Titoli Non-Ranking                  | Titoli Non-Ranking | Titoli Non-Ranking | Titoli Non-Ranking |
| ----------------------------------- | ------------------ | ------------------ | ------------------ |
| Competizione                        | Anno               | Avversario         | Note               |
| The Masters                         | 2015               | Neil Robertson     | [ 10 ]             |
| Benson & Hedges Championship        | 2000               | Stuart Bingham     | [ 38 ]             |
| Challenge Tour 3                    | 2001               | Andrew Norman      | [ 39 ]             |
| Challenge Tour 4                    | 2001               | Luke Simmonds      | [ 40 ]             |
| Malta Cup                           | 2008               | Ken Doherty        | [ 41 ]             |
| Premier League                      | 2009               | Ronnie O'Sullivan  | [ 42 ]             |
| World Series of Snooker Grand Final | 2009               | John Higgins       | [ 43 ]             |
| World Series of Snooker Killarney   | 2009               | Jimmy White        | [ 44 ]             |
| Wuxi Classic                        | 2010               | Ding Junhui        | [ 45 ]             |
| Brazil Masters                      | 2011               | Graeme Dott        | [ 46 ]             |
| Champion of Champions               | 2017               | Ronnie O'Sullivan  | [ 14 ]             |

- Euro Players Tour Championship: 1 (Brugge Open 2010)
- European Tour: 3 (Gdynia Open 2014, Bulgarian Open 2014, Ruhr Open 2014)

## Finali perse

### Titoli Non-Ranking: 10
| Titoli Ranking             | Titoli Ranking     | Titoli Ranking                             | Titoli Ranking |
| -------------------------- | ------------------ | ------------------------------------------ | -------------- |
| Competizione               | Anno               | Avversario                                 | Note           |
| Campionato mondiale        | 2009 - 2015 - 2021 | John Higgins - Stuart Bingham - Mark Selby | [ 7 ] [ 12 ]   |
| UK Championship            | 2012 - 2017        | Mark Selby - Ronnie O'Sullivan             | [ 47 ] [ 48 ]  |
| Welsh Open                 | 2006               | Stephen Lee                                | [ 49 ]         |
| China Open                 | 2008               | Stephen Maguire                            | [ 50 ]         |
| German Masters             | 2015               | Mark Selby                                 | [ 51 ]         |
| China Championship         | 2017               | Luca Brecel                                | [ 52 ]         |
| Paul Hunter Classic        | 2017               | Michael White                              | [ 53 ]         |
| Players Championship       | 2018               | Ronnie O'Sullivan                          | [ 54 ]         |
| Scottish Open              | 2018               | Mark Allen                                 | [ 15 ]         |
| International Championship | 2019               | Judd Trump                                 | [ 55 ]         |

| Titoli Non-Ranking             | Titoli Non-Ranking | Titoli Non-Ranking            | Titoli Non-Ranking |
| ------------------------------ | ------------------ | ----------------------------- | ------------------ |
| Competizione                   | Anno               | Avversario                    | Note               |
| The Masters                    | 2012               | Neil Robertson                | [ 56 ]             |
| Challenge Tour 4               | 1998               | Patrick Wallace               | [ 57 ]             |
| WPBSA Open Tour 1              | 2001               | David Gray                    | [ 58 ]             |
| Pot Black                      | 2005 - 2007        | Matthew Stevens - Ken Doherty | [ 59 ] [ 60 ]      |
| World Series of Snooker Berlin | 2008               | Graeme Dott                   | [ 61 ]             |
| Premier League                 | 2010               | Ronnie O'Sullivan             | [ 62 ]             |
| Championship League            | 2011               | Matthew Stevens               | [ 63 ]             |
| General Cup                    | 2014               | Ali Carter                    | [ 64 ]             |
| Shanghai Masters               | 2019               | Ronnie O'Sullivan             | [ 17 ]             |

| Tornei varianti            | Tornei varianti | Tornei varianti | Tornei varianti |
| -------------------------- | --------------- | --------------- | --------------- |
| Competizione               | Anno            | Avversario      | Note            |
| Six-Red World Championship | 2012            | Mark Davis      | [ 65 ]          |

- Euro Players Tour Championship: 1 (Ruhr Championship 2010)
- European Tour: 1 (Paul Hunter Classic 2015)